# Trigonidium neokukui
Trigonidium neokukui är en insektsart som beskrevs av Otte, D. 1994. Trigonidium neokukui ingår i släktet Trigonidium och familjen syrsor. Inga underarter finns listade i Catalogue of Life.